# Androsace engleri
Androsace engleri är en viveväxtart som beskrevs av Reinhard Gustav Paul Knuth. Androsace engleri ingår i släktet grusvivor, och familjen viveväxter. Inga underarter finns listade i Catalogue of Life.